# 황희 (의사)
황희는 대한민국의 의사, 기업인이다. 분당서울대학교병원 교수 및 카카오헬스케어의 대표이고, 디지털플랫폼정부위원회 위원이다.